# Mistrovství Evropy v orientačním běhu 1962
1. Mistrovství Evropy v orientačním běhu proběhlo v Norsku s centrem ve městě Løten a termínu 22. až 23. srpna 1962. Na tomto prvním oficiálním mistrovství se běžel závod v klasice a štafetách. V mužích startovalo 46 závodníků a v ženách 23 závodnic. Ve štafetách 7 mužských a 4 ženských štafet. Československo reprezentovali: Jindřich Novotný, Bohumil Zemánek, Věra Burýšková, Dagmar Čermáková.

## Program závodů
V programu mistrovství byl individuální závod na klasické trati (pro muže i ženy) a doprovodný štafetový závod. Štafeta tehdy ještě nebyla oficiální součástí ME (oficiálně byla zařazena až od ME 1964). Mistrovství Evropy 1962 a 1964 posloužily jako model pro zavedení Mistrovství světa v orientačním běhu od roku 1966. Po roce 1964 pak byla evropská mistrovství na dlouho přerušena a obnovena až v roce 2000.

## Výsledky klasického závodu
Mistrovství proběhlo v lesním terénu v oblasti Løten (fylke Hedmark). Muži běželi trať dlouhou 16,5 km s 13 kontrolami a ženy 7,5 km se 7 kontrolami. Technickým pořadatelem byl místní klub Løten IL a do organizace závodu se zapojilo okolo 300 lidí. Událost přilákala značnou pozornost – podle dobových zpráv sledovalo závod na místě kolem 3–4 tisíc diváků, včetně norského korunního prince Haralda. Hlavní individuální závody vyhráli domácí Nor Magne Lystad a Švédka Ulla Lindkvistová, což odráželo dominanci severských zemí v tehdejším orientačním běhu.
| Muži                                                                 | Muži                                                                 | Muži                                                                 | Muži                                                                 | Muži                                                                 | Ženy                                                               | Ženy                                                               | Ženy                                                               | Ženy                                                               | Ženy                                                               |
| -------------------------------------------------------------------- | -------------------------------------------------------------------- | -------------------------------------------------------------------- | -------------------------------------------------------------------- | -------------------------------------------------------------------- | ------------------------------------------------------------------ | ------------------------------------------------------------------ | ------------------------------------------------------------------ | ------------------------------------------------------------------ | ------------------------------------------------------------------ |
| - Traťové parametry: 16,5 km, 13 kontrol - Mapa : Veideborg-Kolboden | - Traťové parametry: 16,5 km, 13 kontrol - Mapa : Veideborg-Kolboden | - Traťové parametry: 16,5 km, 13 kontrol - Mapa : Veideborg-Kolboden | - Traťové parametry: 16,5 km, 13 kontrol - Mapa : Veideborg-Kolboden | - Traťové parametry: 16,5 km, 13 kontrol - Mapa : Veideborg-Kolboden | - Traťové parametry: 7,5 km, 7 kontrol - Mapa : Veideborg-Kolboden | - Traťové parametry: 7,5 km, 7 kontrol - Mapa : Veideborg-Kolboden | - Traťové parametry: 7,5 km, 7 kontrol - Mapa : Veideborg-Kolboden | - Traťové parametry: 7,5 km, 7 kontrol - Mapa : Veideborg-Kolboden | - Traťové parametry: 7,5 km, 7 kontrol - Mapa : Veideborg-Kolboden |
| Umístění                                                             | Země                                                                 | Jméno                                                                | Čas                                                                  | Ztráta                                                               | Umístění                                                           | Země                                                               | Jméno                                                              | Čas                                                                | Ztráta                                                             |
|                                                                      | Norsko                                                               | Magne Lystad                                                         | 1:48:32                                                              |                                                                      |                                                                    | Švédsko                                                            | Ulla Lindkvistová                                                  | 1:03:30                                                            |                                                                    |
|                                                                      | Švédsko                                                              | Bertil Norman                                                        | 1:54:11                                                              | + 0:05:39                                                            |                                                                    | Norsko                                                             | Marit Økernová                                                     | 1:03:46                                                            | + 0:00:16                                                          |
|                                                                      | Švédsko                                                              | Sivar Nordström                                                      | 1:57:56                                                              | + 0:09:24                                                            |                                                                    | Švédsko                                                            | Emy Gauffinová                                                     | 1:06:18                                                            | + 0:02:48                                                          |
| 29.                                                                  | Česko                                                                | Jindřich Novotný                                                     | 3:08:58                                                              | + 1:20:26                                                            | 15.                                                                | Česko                                                              | Věra Burýšková                                                     | 1:24:13                                                            | + 0:20:43                                                          |
| 33.                                                                  | Česko                                                                | Bohumil Zemánek                                                      | 3:42:28                                                              | + 1:53:56                                                            | 19.                                                                | Česko                                                              | Dagmar Čermáková                                                   | 1:29:24                                                            | + 0:25:54                                                          |
| Oficiální výsledky (Archiv)                                          |                                                                      |                                                                      |                                                                      |                                                                      |                                                                    |                                                                    |                                                                    |                                                                    |                                                                    |

## Výsledky štafetového závodu
Štafetové závody byly v roce 1962 oficiálně pořádány mimo soutěž o titul – medaile ve štafetách se začaly na ME udělovat až od roku 1964.
| Muži | Muži | Muži | Muži | Muži | Ženy                                                                                              | Ženy                                                                                              | Ženy                                                                                              | Ženy                                                                                              | Ženy                                                                                              |
| --- | --- | --- | --- | --- | ------------------------------------------------------------------------------------------------- | ------------------------------------------------------------------------------------------------- | ------------------------------------------------------------------------------------------------- | ------------------------------------------------------------------------------------------------- | ------------------------------------------------------------------------------------------------- |
| - Traťové parametry: 1. úsek 9,5 km / 2. úsek 8,3 km / 3. úsek 8,0 km / 4. úsek 9,4 km - Mapa : Veideborg-Kolboden | - Traťové parametry: 1. úsek 9,5 km / 2. úsek 8,3 km / 3. úsek 8,0 km / 4. úsek 9,4 km - Mapa : Veideborg-Kolboden | - Traťové parametry: 1. úsek 9,5 km / 2. úsek 8,3 km / 3. úsek 8,0 km / 4. úsek 9,4 km - Mapa : Veideborg-Kolboden | - Traťové parametry: 1. úsek 9,5 km / 2. úsek 8,3 km / 3. úsek 8,0 km / 4. úsek 9,4 km - Mapa : Veideborg-Kolboden | - Traťové parametry: 1. úsek 9,5 km / 2. úsek 8,3 km / 3. úsek 8,0 km / 4. úsek 9,4 km - Mapa : Veideborg-Kolboden | - Traťové parametry: 1. úsek 6,7 km / 2. úsek 5,3 km / 3. úsek 7,1 km - Mapa : Veideborg-Kolboden | - Traťové parametry: 1. úsek 6,7 km / 2. úsek 5,3 km / 3. úsek 7,1 km - Mapa : Veideborg-Kolboden | - Traťové parametry: 1. úsek 6,7 km / 2. úsek 5,3 km / 3. úsek 7,1 km - Mapa : Veideborg-Kolboden | - Traťové parametry: 1. úsek 6,7 km / 2. úsek 5,3 km / 3. úsek 7,1 km - Mapa : Veideborg-Kolboden | - Traťové parametry: 1. úsek 6,7 km / 2. úsek 5,3 km / 3. úsek 7,1 km - Mapa : Veideborg-Kolboden |
| Umístění | Země | Jméno | Čas | Ztráta | Umístění                                                                                          | Země                                                                                              | Jméno                                                                                             | Čas                                                                                               | Ztráta                                                                                            |
| | Finsko | Aimo Tepsell Esko Vainio Rolf Koskinen Erkki Kohvakka                                                              | 3:34:08 | |                                                                                                   | Švédsko                                                                                           | Siri Lundkvistová Emy Gauffinová Ulla Lindkvistová                                                | 2:56:03                                                                                           |                                                                                                   |
| | Švédsko | Bertil Norman Per-Olof Skogum Sven Gustafsson Halvard Nilsson                                                      | 3:43:20 | + 0:09:12 |                                                                                                   | Norsko                                                                                            | Lillis Kiellandová Babben Engerová Marit Økernová                                                 | 3:12:57                                                                                           | + 0:16:54                                                                                         |
| | Norsko | Per Kristiansen Ola Skarholt Knut Berglia Magne Lystad                                                             | 3:43:59 | + 0:09:51 |                                                                                                   | Švýcarsko                                                                                         | Margrit Thommenová Sonja Ballestadová Käthi von Salisová                                          | 3:24:27                                                                                           | + 0:28:24                                                                                         |
| Oficiální výsledky (Archiv)                                                                                        | | | | |                                                                                                   |                                                                                                   |                                                                                                   |                                                                                                   |                                                                                                   |

## Medailová klasifikace podle zemí

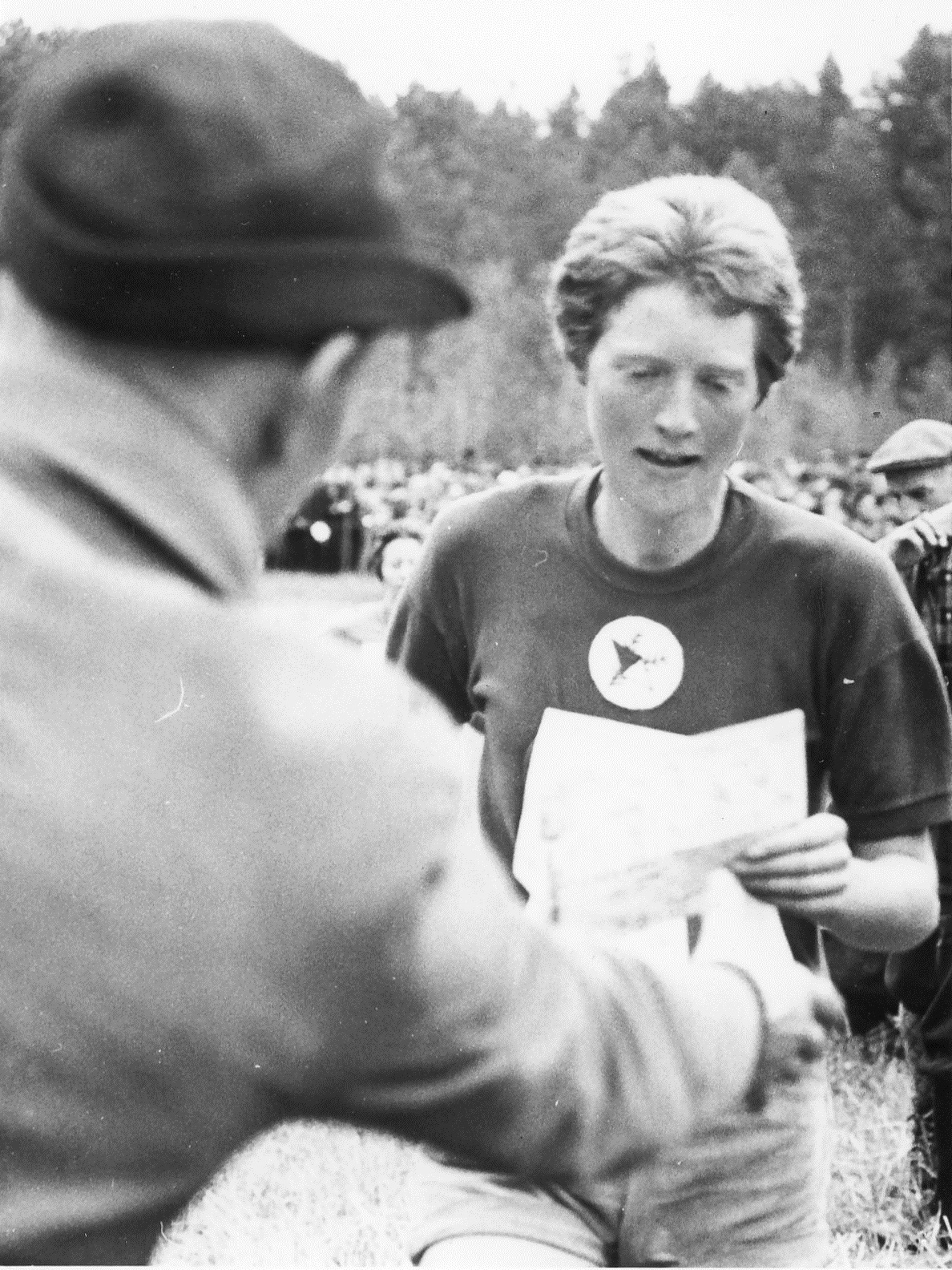
Stříbrná medailistka Marit Økern 1962

Pořadí zúčastněných zemí podle získaných medailí v jednotlivých závodech mistrovství (tzv. olympijského hodnocení).
| Medailová klasifikace podle zemí | Medailová klasifikace podle zemí | Medailová klasifikace podle zemí | Medailová klasifikace podle zemí | Medailová klasifikace podle zemí | Medailová klasifikace podle zemí |
| Umístění                         | Země                             | Zlato                            | Stříbro                          | Bronz                            | Součet                           |
| -------------------------------- | -------------------------------- | -------------------------------- | -------------------------------- | -------------------------------- | -------------------------------- |
| 1.                               | Švédsko                          | 2                                | 2                                | 2                                | 6                                |
| 2.                               | Norsko                           | 1                                | 2                                | 1                                | 4                                |
| 3.                               | Finsko                           | 1                                | -                                | -                                | 1                                |
| 4.                               | Švýcarsko                        | -                                | -                                | 1                                | 1                                |